# Лоо

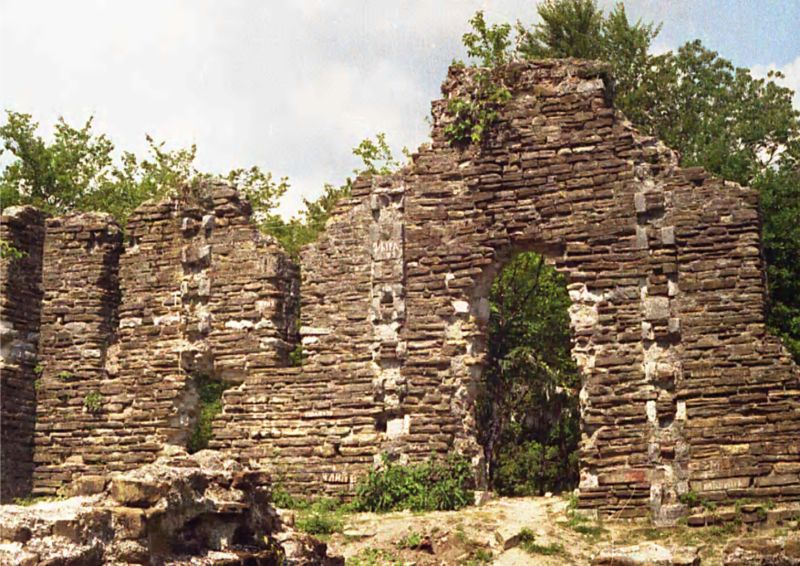
Руїни Храму Лоо

Лоо́ (адиг. Лєуп) — курортне селище на чорноморському узбережжі Кавказу в Лазарівському районі міста Сочі, за 18 км від центру. Лоо розміщений в субтропічному кліматичному поясі.
Недалеко знаходяться відомі курорти: Сочі, Мацеста, Хоста, Адлер, Дагомис та невеликі селища: Головінка, Шахе, Якорна щілина, Вардане, Учдере, Шаумянівка, Баранівка, Мамайка. 
Однією з головних пам'яток є єдиний на Чорноморському узбережжі Росії цілорічний аквапарк "АкваЛоо"

## Історія
Назва Лоо походить від імені великого абазинського феодального роду Лау чи Лоу (Лоови). До 1864 року в долині річки Лоо жили убихи сільської общини Вардане. На березі моря знаходився аул Ісмаїла Баракая Дзепша, одного з ватажків убихів в період Кавказької війни. З 1872 року басейн річки Лоо входив в склад маєтку «Вардане».
В горах поблизу Лоо на висоті приблизно 200 метрів збереглись руїни середньовічного абхазсько-аланського храму VIII—IX століть. Краще збереглась північна сторона будівлі, побудованої з вапняних блоків. Ширина храму становить 11 метрів, довжина 20 метрів, товщина стін перевищує один метр. За характером кладки, храм, близький до Піцундського та Лихненського храмів в Абхазії (див. Лооський храм).